# Alfred Meiche

Alfred Meiche (1905)

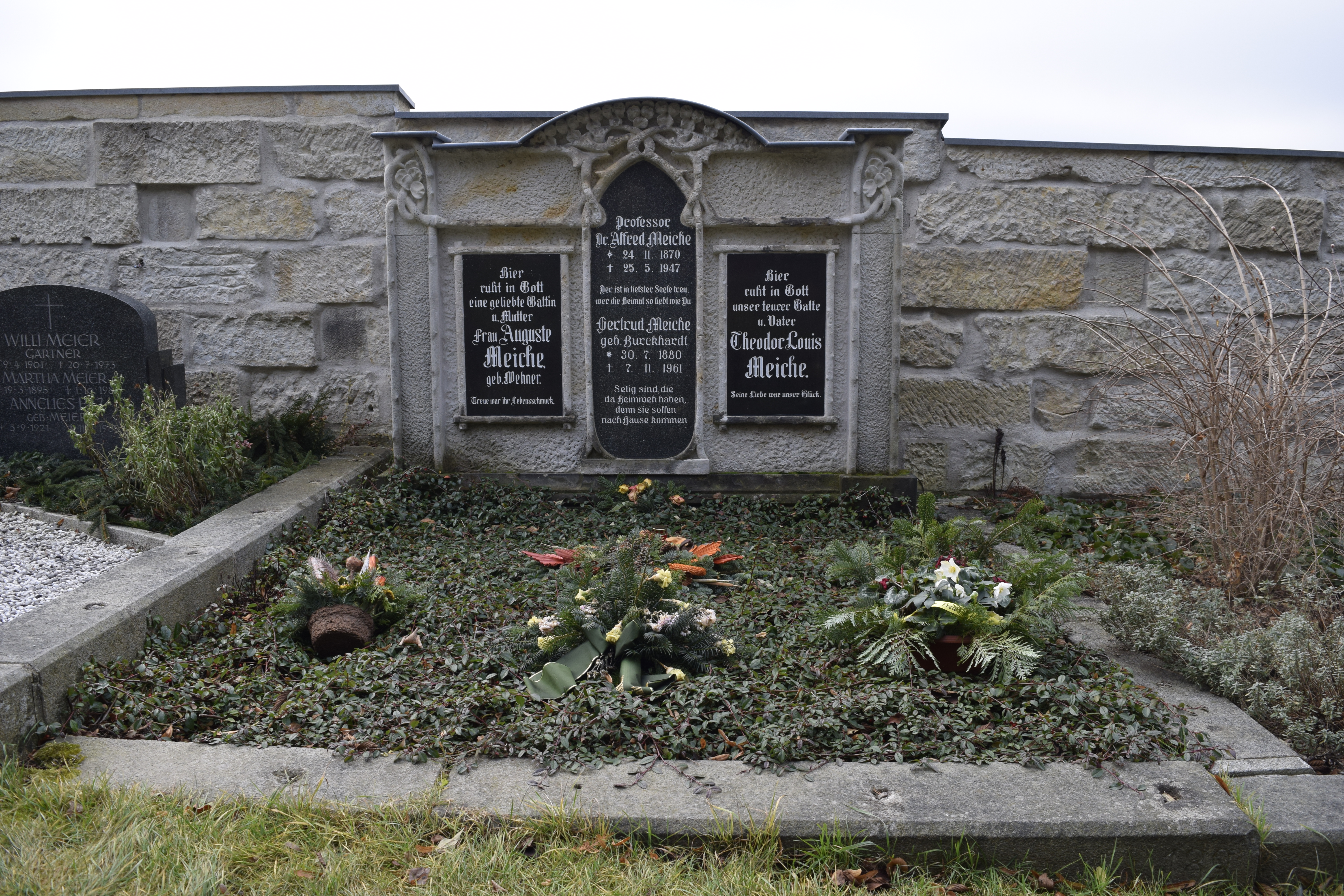
Grabstelle von Alfred Meiche auf dem Sebnitzer Friedhof

Alfred Louis Meiche (* 24. November 1870 in Sebnitz; † 25. Mai 1947 ebenda) war ein deutscher Historiker, Volkskundler und Sprachforscher.

## Leben und Wirken

Erinnerungsschild am Geburtshaus Professor Dr. Alfred Meiche in Sebnitz

Alfred Meiche besuchte die Stadtschule in Sebnitz und anschließend die Annenschule in Dresden (1885–1892). Danach studierte er an den Universitäten Leipzig, München und Heidelberg Neuere Sprachen, Germanistik und Geschichte. In Leipzig promovierte er 1898 mit einer Untersuchung über den Dialekt der Kirchfahrt Sebnitz.
Seit 1899 wirkte er als Privatgelehrter in Dresden. Als solcher und als Mitglied zahlreicher wissenschaftlicher Gesellschaften und Vereine sowie als Schriftleiter der Zeitschrift Über Berg und Thal vom Gebirgsverein der Sächsischen Schweiz entfaltete er eine fruchtbare wissenschaftliche Tätigkeit. Er widmete sich u. a. der Kultur- und Landesgeschichte Sachsens, insbesondere der Sächsischen Schweiz, der Oberlausitz und seiner Vaterstadt Sebnitz. Meiche war Mitbegründer des Landesvereines Sächsischer Heimatschutz und Mitglied in mehreren Vereinen u. a. im Verein für Sächsische Volkskunde, Dresdner Geschichtsverein, sowie der Oberlausitzischen Gesellschaft der Wissenschaften. 1905 bis 1935 leitete Alfred Meiche im Auftrag der Königlich Sächsischen Kommission für Geschichte die Arbeit am Historischen Ortsverzeichnis für das Königreich Sachsen.
Für die Bemühungen um die Gründung einer Blumenfachschule in Sebnitz verlieh ihm der sächsische König Friedrich August III. 1909 den Professorentitel.
Nachdem Alfred Meiche in den Jahren der Inflation den größten Teil seines Vermögens verloren hatte und ohne feste Anstellung geblieben war, geriet er mit seiner Familie in Not.
Seit 1933 lebte der Gelehrte wieder in Sebnitz. In der Zeit des Nationalsozialismus wurden die Ergebnisse seiner deutsch-slawischen Forschungen unterdrückt. Sie waren „aus politischen Gründen“ unerwünscht. Otto Eduard Schmidt hatte schon 1928 im Band 6 der „Kursächsischen Streifzüge“ derartige Forschungen „slawophile Spielereien“ und „recht gefährliche Vermutungen“ genannt. Bezeichnenderweise wurde Schmidt 1939 bei der Neubildung der Sächsischen Kommission für Geschichte zum Ehrenmitglied ernannt. Meiche hingegen gehörte der Kommission künftig nur noch als „förderndes Mitglied“ an.
1946 erhielt Meiche die Ehrenbürgerschaft von Sebnitz.
Von Sebnitz nach Hinterhermsdorf wurde 1938 auf Veranlassung des „Gebirgsvereins für die Sächsisch-Böhmische Schweiz“ zum Gedenken an den berühmten Sohn von Sebnitz der mit weiß-blauer Markierung gekennzeichnete „Dr.-Alfred-Meiche-Weg“ eingerichtet. Auch das, aus der aus seiner maßgeblichen Initiative 1909 gegründeten Städtischen Alterthumssammlung hervorgegangene, Kunstblumen- und Heimatmuseum in Sebnitz auf der Hertigswalder Straße 12 trägt seit 1987 den Namen des Heimatforschers.

## Wissenschaftlicher Nachlass

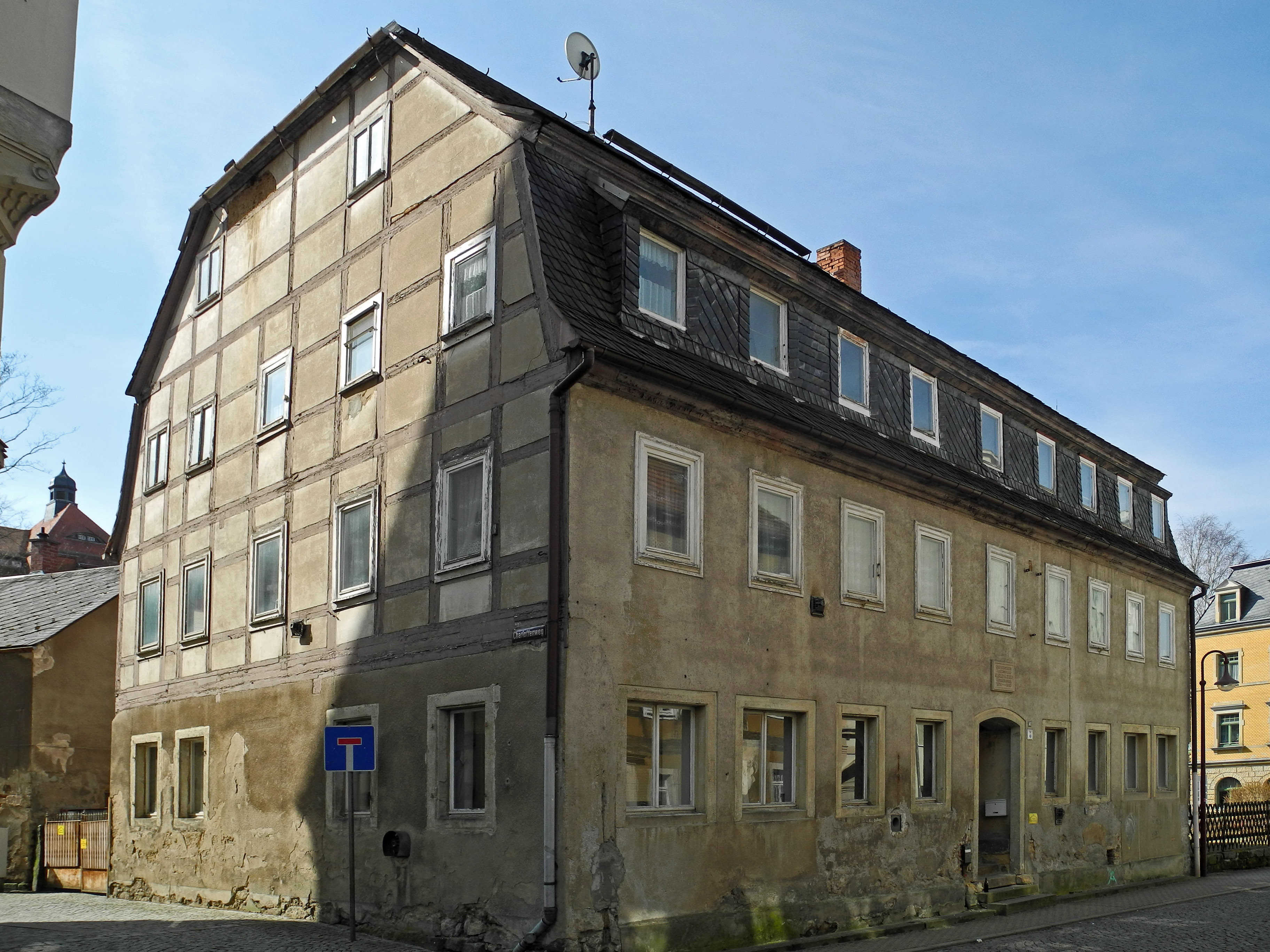
Geburtshaus Meiches in Sebnitz, Lange Str. 12 (Zustand 2018)

Die ca. 100.000 Exzerpte aus wichtigen Urkunden und Büchern umfassende Zettelsammlung befindet sich gegenwärtig im Sächsischen Hauptstaatsarchiv Dresden. Im Sinne seiner Leipziger Universitätslehrer Karl Lamprecht und Eduard Sievers trat Meiche für die Einbettung der regionalgeschichtlichen Ereignisse und Entwicklungen in die allgemeingeschichtlichen Zusammenhänge ein. Aus seiner Sicht mussten Geschichte, Volkskunde und Sprachforschung in steter Beziehung zueinander bleiben, wenn sie aus einseitiger oder laienhafter Betrachtung zu wissenschaftlich unanfechtbaren Schlüssen führen sollten. Mit den Untersuchungen zur Deutung von Orts-, Flur- und Familiennamen und den Studien über die deutsch-slawischen Kulturbeziehungen im Mittelalter bereicherte Meiche das Wissen über die Siedlungsgeschichte Sachsens.
Mit dem Sagenbuch des Königreichs Sachsen legte Meiche der Fachwelt eine nach wissenschaftlichen Gesichtspunkten gegliederte und ausgewählte Sammlung von sächsischen Sagen vor und stellte zugleich dank der Mithilfe des sorbischen Gelehrten Georg Pilk den Sagenschatz der Sorben vor.
In seinem Hauptwerk Historisch-topographische Beschreibung der Amtshauptmannschaft Pirna wertete er die Materialien des Historischen Ortsverzeichnisses für diesen Verwaltungsbezirk aus, der etwa das Gebiet der Sächsischen Schweiz umfasste. Es diente ähnlichen Werken über andere deutsche Landschaften als Vorbild.
Weitere Teile seines Nachlasses, u. a. Manuskripte, Briefe, Fotos und Urkunden, befinden sich heute in dem nach ihm benannten Kunstblumen- und Heimatmuseum „Prof. Alfred Meiche“ in Sebnitz.

## Familie
Auf Grundlage der Eigenforschung von Alfred Meiche ist bekannt, dass seine Familie aus Meucha im Altenburger Raum stammt, welches ihr den Namen gegeben hat. Meiches Großvater Gottlieb August Meiche war Handwerker und Schausteller.
Meiches Vater Louis Meiche (1838–1907) arbeitete bis zu seiner Hochzeit 1869 auch als Schausteller und wurde danach Blumenmacher in Sebnitz. Seine Frau Auguste geb. Wehner (1839–1926) lernte er 1866 im Gasthaus „Stiller Fritz“ kennen. Alfred Meiche blieb das einzige Kind der beiden.
Aus der Ehe zwischen Alfred Meiche und seiner Frau Gertrud (1880–1961) gingen drei Töchter hervor.

## Veröffentlichungen
- Sagenbuch der Sächsischen Schweiz. Leipzig 1894 (Digitalisat)
- Sebnitzer Feuerchronik. Sebnitz 1894 (Digitalisat)
- Der Dialect der Kirchfahrt Sebnitz. Halle/Saale 1898.
- Sagenbuch des Königreichs Sachsen. Leipzig 1903 (ND Leipzig 1985). (Digitalisat)
- Die Burgen und vorgeschichtlichen Wohnstätten der Sächsischen Schweiz. Dresden 1907 (ND Sebnitz 2000). (Digitalisat)
- Die Anfänge der Kunstblumenindustrie in Dresden, Leipzig, Berlin und Sebnitz. Meinhold, Dresden 1908. (Digitalisat)
- Die Oberlausitzer Grenzurkunde vom Jahre 1241 und die Burgwarde Ostrusna, Trebista und Godobi. In: Neues Lausitzisches Magazin (NLM), Band 84, Görlitz 1908, S. 141–251.
- Das Flurbild von Sebnitz in der Sächsischen Schweiz. Crimmitschau 1925 (ND Sebnitz 1993).
- 1900-1925 , Festschrift des Schul- und Heimatfestes zu Sürßen anläßlich des 25 jährigen Jubiläums der Schulweihe 19. Juli 1925 (Innentitel: Beiträge zur Geschichte der im Schulverband Sürßen zusammengeschlossenen Ortschaften). Pirna, 1925.
- Historisch-topographische Beschreibung der Amtshauptmannschaft Pirna. Dresden 1927 (ND Sebnitz 1991). (Digitalisat)
- Ein Mühlenbuch – Von Mühlen und Müllern im Arbeitsgebiet des Gebirgsvereins für die Sächsische Schweiz. Dresden 1927 (Digitalisat)
- Sagenbuch der Sächsischen Schweiz und ihrer Randgebiete, Dresden 1929 (ND Berlin 1991).